# 남북 단일 여자 농구 국가대표팀
남북 단일 여자 농구 국가대표팀 또는 코리아 여자 농구 국가대표팀은 대한민국과 조선민주주의인민공화국의 선수들로 구성된 여자 농구 국가대표팀이다. 2018년 아시안 게임 농구 여자 종목에 참가하였다.

## 대회 성적

### 아시안 게임
우승       준우승       3위       4위
| 2018년 | 금메달 결정전 | 은메달 | 7 | 5 | 2 |  |

## 선수

### 역대 명단
2018년 아시안 게임
- 강이슬
- 김소담
- 김한별
- 김혜연
- 로숙영
- 박지수
- 박지현
- 박하나
- 박혜진
- 임영희
- 장미경
- 최은실

## 유니폼
대북제재 관련 이슈로 대한민국 국가대표팀의 후원사인 나이키가 아니라 대한민국의 모 스포츠업체가 유니폼 제작을 맡았다.

## 같이 보기
- 남북 단일팀